# Capilaria echenei
Capilaria echenei är en rundmaskart. Capilaria echenei ingår i släktet Capilaria och familjen Trichuridae. Inga underarter finns listade i Catalogue of Life.